# Martin Scorsese
Martin Scorsese (født 17. november 1942 i Queens, New York, USA) er en amerikansk filminstruktør. 
Hans første spillefilm hed Who's That Knocking At My Door? (1967) med Harvey Keitel i hovedrollen. Herefter blev han medlem af de såkaldte "movie brats" i 1970'erne sammen med Francis Ford Coppola, Steven Spielberg, George Lucas og Brian De Palma. Det var De Palma, der introducerede ham for Robert De Niro, og de to blev gode venner og arbejdede sammen på mange projekter. Deres første film hed Mean Streets. Herefter steg begges stjerner hurtigt på Hollywoods himmel især efter filmen Taxi Driver med den berømte scene, hvor De Niro til sit eget spejlbillede siger: 'Are you talking to me?'. 
Efter en skuffelse med musicalfilmen New York, New York kom Scorsese tilbage på toppen med filmen Raging Bull endnu engang med Robert De Niro i hovedrollen. Martin Scorsese lavede den kontroversielle kristusfilm The Last Temptation of Christ i 1988. Derefter lavede han endnu en film, der udspillede sig i New York: Goodfellas der blev et kæmpe hit såvel kommercielt som kunstnerisk.
"Uskyldens år" fra 1993, foregår i slutningen af 1800-tallet og skal efter sigende være inspireret af den af Scorsese så beundrede italienske filminstruktør Luchino Visconti's "Den uskyldige".
Scorsese har også instrueret – og speaket – en dokumentarfilm om italienske filmklassikere.
I 2002 lavede Scorsese filmen Gangs of New York med Daniel Day-Lewis, Leonardo DiCaprio og Cameron Diaz. Filmen var hans hidtil dyreste, men fik dog blandede anmeldelser. Filmen blev nomineret til 10 Oscars men vandt ikke en eneste.
Martin Scorsese vandt i 2007 sin første Oscar for filmen The Departed (som både vandt oscar for bedste instruktør og oscar for bedste film). Han har været nomineret fem gange tidligere til en oscar for bedste instruktør uden at vinde. Til gengæld blev hans film Taxi Driver hædret med Den Gyldne Palme på Filmfestivalen i Cannes.

## Filmografi
- Killers of the Flower Moon (2023)
- The Irishman (2019)
- Silence (2017)
- Hugo (2011)
- The Wolf of Wall Street (2013)
- Living in the material world - George Harrison (2011)
- Shutter Island (2010)
- Shine a Light (2008)
- The Departed (2006)
- No Direction Home: Bob Dylan (2005)
- The Aviator (2004)
- Gangs of New York (2002)
- Nattens skygger (Bringing Out the Dead, 1999)
- Kundun (1997)
- Casino (1995)
- Uskyldens år (The Age of Innocence, 1993)
- Cape Fear (1991)
- Goodfellas (1990)
- Den sidste fristelse (The Last Temptation of Christ, 1988)
- Det handler om penge (The Color of Money, 1986)
- Efter fyraften (After Hours, 1985)
- The King of Comedy (1982)
- Tyren fra Bronx (1980)
- The Last Waltz (1978)
- New York, New York (1977)
- Taxi Driver (1976)
- Alice bor her ikke mere (Alice Doesn't Live Here Anymore, 1974)
- Gaden uden nåde (Mean Streets, 1973)
- Togrøverne fra Arkansas (Boxcar Bertha, 1972)
- Hvem er det, der banker? (Who's That Knocking at My Door, 1967)